# Ernst Esche (Agrarwissenschaftler)
Ernst Victor Walter Esche (* 14. Januar 1895 in Lübben (Spreewald); † 5. September 1969 in Kiel) war ein deutscher Agronom.

## Leben
Ernst Esche erwarb 1913 das Abitur am Humanistischen Gymnasium in Berlin. Von 1913 bis 1914 studierte er Medizin und Philosophie in München und in Freiburg im Breisgau. 1914 bis 1919 war er im Kriegsdienst (Erster Weltkrieg). 1919 kehrte er an die Universität zurück und studierte bis 1920 Landwirtschaft in Berlin. 1920 bis 1922 war er landwirtschaftlicher Hilfsarbeiter. 1922 bis 1925 arbeitete er in Berlin an seiner Promotion. Anschließend war er von 1925 bis 1928 in Berlin bei der Landwirtschaftskammer für Brandenburg angestellt. Während dieser Zeit wurde er 1927 zum Dr. agr. promoviert. Von 1928 bis 1933 war er Referent beim Deutschen Landwirtschaftsrat in Berlin. Am 1. August 1933 wurde er Geschäftsführer des Instituts für Milchverwertung der Versuchs- und Forschungsanstalt für Milchwirtschaft in Kiel und am 1. März 1935 dessen Direktor (bis 1962). 1943 bis 1944 war er milchwirtschaftlicher Referent des Reichskommissariats Ostland und von 1945 bis 1946 Referent des Regional Food Office in Hamburg. Von Oktober 1951 bis 1963 war er Honorarprofessor für Milchwirtschaft an der Universität Kiel.
Esche war verheiratet und hatte vier Kinder.

## Ehrungen
- 1965: Großes Verdienstkreuz der Bundesrepublik Deutschland

## Veröffentlichungen
- Ernst Esche: Genossenschaft und Handel. Ein Beitrag zur Theorie der Genossenschaft (= Veröffentlichungen des Seminars für Genossenschaftswesen und Handelskunde der Landwirtschaftlichen Hochschule zu Berlin, Band 3). Dissertation, Landwirtschaftliche Hochschule Berlin, 1927
- Ernst Esche und Arndt: Der Milchhandel von Neumünster (= Untersuchungen über die Lage des Milchhandels, Heft 1). Institut für Milchverwertung an der Preußischen Versuchs- und Forschungsanstalt für Milchwirtschaft, Kiel 1935
- Ernst Esche und Ldw. Krug: Die Lage des Groß-Hamburger Milchhandels. Institut für Milchverwertung an der Preußischen Versuchs- und Forschungsanstalt für Milchwirtschaft, Kiel 1936
- Ernst Esche und Krug: Der Kieler Michhandel (= Untersuchungen über die Lage des Milchhandels, Heft 2). 2 Bände, Institut für Milchverwertung an der Preußischen Versuchs- und Forschungsanstalt für Milchwirtschaft, Kiel 1936
- Ernst Esche: Feststellungen über die Verfassung des Münchener Milchmarktes und Vorschläge zur Abänderung der Münchener Milchmarktordnung. 2 Bände, Institut für Milchverwertung an der Preußischen Versuchs- und Forschungsanstalt für Milchwirtschaft, Kiel 1937
- Ernst Esche und Albert Müller: Der Königsberger Milchhandel (= Untersuchungen über die Lage des Milchhandels, Heft 7). Institut für Milchverwertung an der Preußischen Versuchs- und Forschungsanstalt für Milchwirtschaft, Kiel 1939
- Ernst Esche: Die wirtschaftliche Lage des Milchhandels von Danzig und Zoppot (= Untersuchungen über die Lage des Milchhandels, Heft 8). Institut für Milchverwertung an der Preußischen Versuchs- und Forschungsanstalt für Milchwirtschaft, Kiel 1941
- Ernst Esche: Stellungnahme der Institute der Versuchs- und Forschungsanstalt für Milchwirtschaft in Kiel zur derzeitigen Lage und künftigen Gestaltung der deutschen Milchwirtschaft (= Schriftenreihe der Versuchs- und Forschungsanstalt für Milchwirtschaft in Kiel, Heft 1). Heinrichs, Hildesheim 1948
- Ernst Esche: Die Zukunft der Milchversorgung unter besonderer Berücksichtigung der Trinkmilch-Bearbeitung. Auszug aus einem Vortrag, gehalten auf der Düsseldorfer Herbsttagung des Verbandes großstädtischer Milchversorgungsbetriebe e.V. aus: Süddeutsche Molkerei-Zeitung. Jahrgang 1948, [Fehr], Kempten (Allgäu) 1948
- Ernst Esche und Helmut Delfs: Neue Untersuchungen über Flaschenverluste und Flaschenkosten in großstädtischen Milchversorgungsbetrieben. aus: Deutsche Molkerei-Zeitung. [Jahrgang 72], [Volkswirtschaftlicher Verlag], Kempten-Allgäu 1951
- Ernst Esche und H. Schaeber: Die Fertigungs- und Vertriebskosten von Walzen-Magermilshpulver. aus: Deutsche Molkerei-Zeitung. [Jahrgang 73], [Verlag der Deutschen Molkerei-Zeitung], Kempten (Allgäu) 1952
- Ernst Esche, H. Schaeber und Siegfried Jureit: Zur Lagerverwaltung und Lagerbuchhaltung der Molkereien. Aus dem Institut für Milchverwertung der Bundes-Versuchs- und Forschungsanstalt für Milchwirtschaft, Kiel. aus: Deutsche Molkerei-Zeitung. Jahrgang 74, Allgäuer Druckerei u. Verlagsanstalt, Kempten (Allgäu) 1953
- Ernst Esche, Siegfried Jureit und H. Schaeber: Camembert-Käserei rentabel oder unrentabel? Ergebnisse der Abrechnung eines Betriebes mit vielseitiger Milchverwertung. aus: Deutsche Molkerei-Zeitung. Jahrgang 74, [Verlag der Deutschen Molkerei-Zeitung], Kempten (Allgäu) 1953
- Ernst Esche, Siegfried Jureit und H. Schaeber: Kostenwirtschaftliche Analyse der Umstellung eines Molkereibetriebes von Kohle- auf Ölfeuerung. Aus dem Institut für Milchverwertung der Bundesversuchs- und Forschungsanstalt für Milchwirtschaft, Kiel. aus: Deutsche Molkerei-Zeitung. Jahrgang 75, Allgäuer Druckerei und Verlagsanstalt, Kempten (Allgäu) 1954
- Ernst Esche und H. Weissenberg: Probleme und Kosten der Lieferung von Milch in verlorenen Packungen. aus: Deutsche Molkerei-Zeitung. Jahrgang 76, Allgäuer Druckerei und Verlagsanstalt, Kempten (Allgäu) 1955
- Ernst Esche, B. Praus und Siegfried Jureit: Die Ermittlung der Hilfsstellenkosten nach einem neuen Verfahren. Aus dem Institut für Milchverwertung der Bundesversuchs- und Forschungsanstalt für Milchwirtschaft in Kiel. aus: Deutsche Molkerei-Zeitung. Jahrgang 77, [Verlag der] Deutschen Molkerei-Zeitung, Kempten (Allgäu) 1956
- Ernst Esche: Zur Theorie und Praxis der Abschreibungen. aus: Milchwissenschaft. Jahrgang 14, Carl, Nürnberg 1959,  S. 146–151
- Ernst Esche: Kostenkontrolle und Kostenrechnung in Molkereien. Zeitgemäße Verfahren (= Internationaler Milchwirtschaftsverband Brüssel. Dokument Nr. 6). Parey, Hamburg und Berlin 1959
  - englisch als: Ernst Esche: Modern Methods of cost control and costing procedure in dairies. Report from the working group on methods of assessing efficiency in dairying appointed at the international dairy congress in Stockholm. International Dairy Federation. Fédération internationale de laiterie, Bruxelles 1968
- Ernst Esche und Manfred Drews: Der europäische Milchmarkt. Forschungsprojekt 5/31 – II der Produktivitätszentrale des Europäischen Wirtschaftsrates (OEEC). Parey, Hamburg und Berlin 1963